# Emily Petricola
Emily Petricola, née le 24 avril 1980, est une cycliste paralympique australienne. Elle est détentrice d'un record du monde, médaillée d'or aux Jeux paralympiques de Tokyo 2020 et multiple médaillée d'or aux Championnats du monde. Elle est sélectionnée pour les Jeux de 2024.

## Biographie
En 2007, à l’âge de 27 ans, Petricola reçoit un diagnostic de sclérose en plaques. Elle enseignait alors l'anglais dans une école privée.

## Carrière
Petricola est classée comme cycliste C4. Lors de sa première grande compétition internationale aux Championnats du monde 2018 à Rio de Janeiro, au Brésil, elle remporte la médaille d'argent en poursuite féminine C4 et la médaille de bronze au contre-la-montre féminin 500 m. Dans les séries de poursuite féminine C4, elle établit un record du monde de 3  min 54 s 501.
En 2019, elle déménage de Melbourne au siège de l'équipe cycliste australienne à Adélaïde. Aux Championnats du monde sur piste 2019 à Apeldoorn, elle remporte la médaille d'or dans la poursuite féminine C4. Après avoir battu le record du monde lors des qualifications, elle dépasse son adversaire en finale pour remporter l'or. Elle rafle également  la médaille de bronze en scratch féminine C4.
Lors de ceux sur route, à Emmen, elle remporte la médaille d'or dans le contre-la-montre féminin C4 et termine cinquième dans la course sur route féminine C4.
Aux Championnats du monde sur piste 2020, elle monte trois fois sur la plus haute marche du podium : la poursuite individuelle féminine C4, l'omnium féminin C4 et le scratch féminine C4. Lors de ses premiers Jeux à Tokyo en 2021, elle remporte la poursuite individuelle féminine C4 avec un nouveau record du monde en 3 min 38 s 061 lors des qualifications. Elle remporte également l'argent au contre-la-montre féminin C4 et termine 10e de la course sur route C4-5.
Petricola remporte la médaille d'argent au contre-la-montre féminin C4 et ne termine pas la course sur route féminine C4 aux Championnats du monde sur route 2022 à Baie-Comeau. Aux Mondiaux sur piste quelques mois plus tard, elle repart avec trois médailles d'or : la poursuite féminine C4, le scratch féminine C4 et l'omnium féminin C4.
Aux Championnats du monde sur piste 2024 à Rio de Janeiro, elle est double médaillée d'or sur la poursuite féminine C4 et l'omnium féminin C4 et médaillée d'argent dans la course scratch féminine C4. Aux Jeux de 2024, elle conserve son titre sur la poursuite individuelle féminine C4.

## Distinctions
- 2023-2022 : Ordre d'Australie pour services rendus au sport en tant que médaillé d'or aux Jeux paralympiques de Tokyo 2020[13]
- 2022 : Paracycliste sur piste féminine de l'année d'AusCycling[14]
- 2022 : Australian Institute of Sport - Para-athlète féminine de l'année[15]
- 2023 : Para-athlète de l'année du Victorian Institute of Sport